# Viola binayensis
Viola binayensis är en violväxtart som beskrevs av M. Okamoto och K. Ueda. Viola binayensis ingår i släktet violer, och familjen violväxter. Inga underarter finns listade i Catalogue of Life.